# 2月20日 (旧暦)
旧暦2月20日（きゅうれきにがつはつか）は、旧暦2月の20日目である。六曜は先負である。

## できごと
- 元久元年（ユリウス暦1204年3月23日） - 甲子革令の為、建仁から元久に改元
- 弘長元年（ユリウス暦1261年3月22日） - 辛酉革命の為、文応から弘長に改元
- 慶長12年（グレゴリオ暦1607年3月17日） - 出雲阿国が江戸で歌舞伎踊りを演じる
- 享保8年（グレゴリオ暦1723年3月26日） - 江戸幕府が男女の情死に厳しい規制。心中者の弔いを禁止し、生き残りは殺人罪に。心中事件を扱った狂言等の上演・出版も禁止
- 元治元年（グレゴリオ暦1864年3月27日） - 甲子革令の為、文久から元治に改元

## 誕生日
- 嘉永5年（グレゴリオ暦1852年3月10日） - 小野梓、法学者（+ 1886年）

## 忌日
- 寛平9年（ユリウス暦897年3月30日） - 惟喬親王、皇族・文徳天皇の第一皇子（*844年）
- 文政3年（グレゴリオ暦1820年4月2日） - 有栖川宮織仁親王、有栖川宮第6代当主（*1754年）
- 文政10年（グレゴリオ暦1827年3月17日）-　徳川治済、一橋徳川家第2代当主・江戸幕府第11代将軍徳川家斉の父（*1751年）